# Benjamin Yuen
Benjamin Yuen Wai-ho (förenklad kinesiska: 袁伟豪; traditionell kinesiska: 袁偉豪), född 11 maj 1981, är en skådespelare och sångare från Hongkong som är verksam på TVB och Shaw Brothers Pictures.